# Intonation juste
L'intonation juste est un système d'intonation musicale dans lequel, en principe, tous les intervalles, en particulier toutes les consonances, sont justes. Cet idéal est cependant utopique et l'expression « intonation juste » désigne plutôt un système d'intonation vocale ou instrumentale (ou un système d'accordage) combinant des quintes justes et des tierces justes en nombre nécessairement limité. Le mot « juste », utilisé dans ce sens depuis le début du XVIIIe siècle au moins, désigne des consonances parfaites, correspondant en théorie à des rapports de fréquence simples, 2/1 pour l'octave, 3/2 pour la quinte, 4/3 pour la quarte, 5/4 pour la tierce majeure et 6/5 pour la tierce mineure – appelées communément consonances «  pures ». On notera qu'il s'agit de tous les rapports qui peuvent se construire avec les nombres de 1 à 6 – ou avec les nombres premiers 2, 3 et 5 (puisque 4 = 2 x 2 et 6 = 2 x 3).
L'intonation juste est parfois appelée gamme naturelle ou gamme des physiciens. Parce que le mot « gamme » suggère un nombre fini de notes (alors qu'en tant que système, l'intonation juste en demanderait plutôt un nombre infini), il semble connoter les instruments à sons fixes: instruments à clavier, harpe, etc. Mais la question de l'intonation juste concerne aussi le chant et les instruments dont les intonations sont ajustables en temps réel: c'est pourquoi le terme « intonation » est préféré ici. Le mot « naturel » semble apparaître au XIXe siècle, notamment chez Helmholtz. Il renvoie au fait que les rapports de fréquences concernant les consonances semblent fondés en nature, dans la série harmonique, ou encore à l'échelle produite par des instruments comme le cor « naturel », qui correspond (en théorie) à la suite des sons harmoniques. Enfin, l'expression « des physiciens » rappelle qu'il s'agit d'une gamme (ou d'un système) essentiellement théorique, idéale mais irréaliste, décrite par des acousticiens mais peu utilisée par les musiciens eux-mêmes.
Dans un sens étendu, « intonation juste » est utilisé aujourd'hui pour désigner des systèmes d'intonation dans lesquels les degrés sont entre eux dans des rapports harmoniques, c'est-à-dire des rapports de nombres entiers, sans limite dans les nombres utilisés. Il faut souligner cependant que dès le rapport 7/6, les degrés produits excèdent les limites de la gamme chromatique et correspondent à des intervalles qui ne sont plus considérés consonants.

## Histoire
Le système pythagoricien, qui remonterait en fait aux Babyloniens, est formé d'une chaîne de quintes justes provoquant des tierces majeures relativement trop grandes et des tierces mineures trop petites. Il peut être considéré comme un cas limite de l'intonation juste, puisqu'il ne produit que des quintes justes et pas une seule tierce juste. Au IIe siècle apr. J.-C., Ptolémée propose plusieurs autres systèmes d'accord, dont un, la gamme diatonique de Ptolémée, correspond à l'intonation juste. Pendant tout le Moyen Âge, le seul système musical décrit en théorie reste le pythagoricien. Il est difficile de savoir dans quelle mesure ce système était réellement utilisé en pratique. La première évocation de l'utilisation de la tierce majeure juste semble être due à Walter Odington, vers 1300.
Dès le début du XVe siècle, plusieurs textes décrivent un procédé « pythagoricien » pour produire des tierces plus justes: il faut prolonger la chaîne des quintes justes vers les bémols, puis utiliser des notes telles que La, Ré ou Sol par enharmonie, respectivement comme Sol, Do ou Fa. Les intervalles pythagoriciens de quarte diminuée, comme Ré-Sol, Mi-La et La-Ré, sont d'excellentes approximations des tierces Mi–Sol, La–Do ou Ré–Fa: la différence n'est que d'un centième de ton (2 cents). Un procédé du même ordre avait été décrit dès le XIIIe siècle par le théoricien arabe Ṣafī al-Dīn al-Urmawī, mais pas pour la production d'intervalles consonants.
|    |    |    |    | (Sol) | (Ré) | (La) |  |
|    |    | Ré | La | Mi    | Si   | Fa   |  |
| La | Mi | Si | Fa | Do    | Sol  |      |  |

Bartolomé Ramos de Pareja, dans sa Musica de 1482, est le premier théoricien occidental à décrire formellement un accord du monocorde combinant des quintes justes et des tierces justes. Son système combine les quintes et les tierces justes avec les « quartes diminuées » pythagoriciennes qui viennent d'être décrites, de la façon suivante (voir tableau ci-contre): il accorde deux séries de cinq quintes justes, La-Mi-Si-Fa-Do-Sol, et Ré-La-Mi-Si-Fa-Do, en les ajustant de telle sorte que Ré-La-Mi-Si forment des tierces justes avec Si-Fa-Do-Sol. Il y a donc dix quintes justes et quatre tierces majeures justes. Mais en outre La, Mi et Si, pris pour Sol, Ré et La, forment des tierces presque justes sur Mi, Si et Fa, de sorte qu'on peut considérer que l'accord de Ramos comporte sept tierces (approximativement) justes. Lodovico Foglianos (Musica theorica, 1529) et Martin Agricola (De monochordi dimensione, 1539) décrivent encore plusieurs accords en intonation juste, sur des principes similaires à ceux de Ramos.

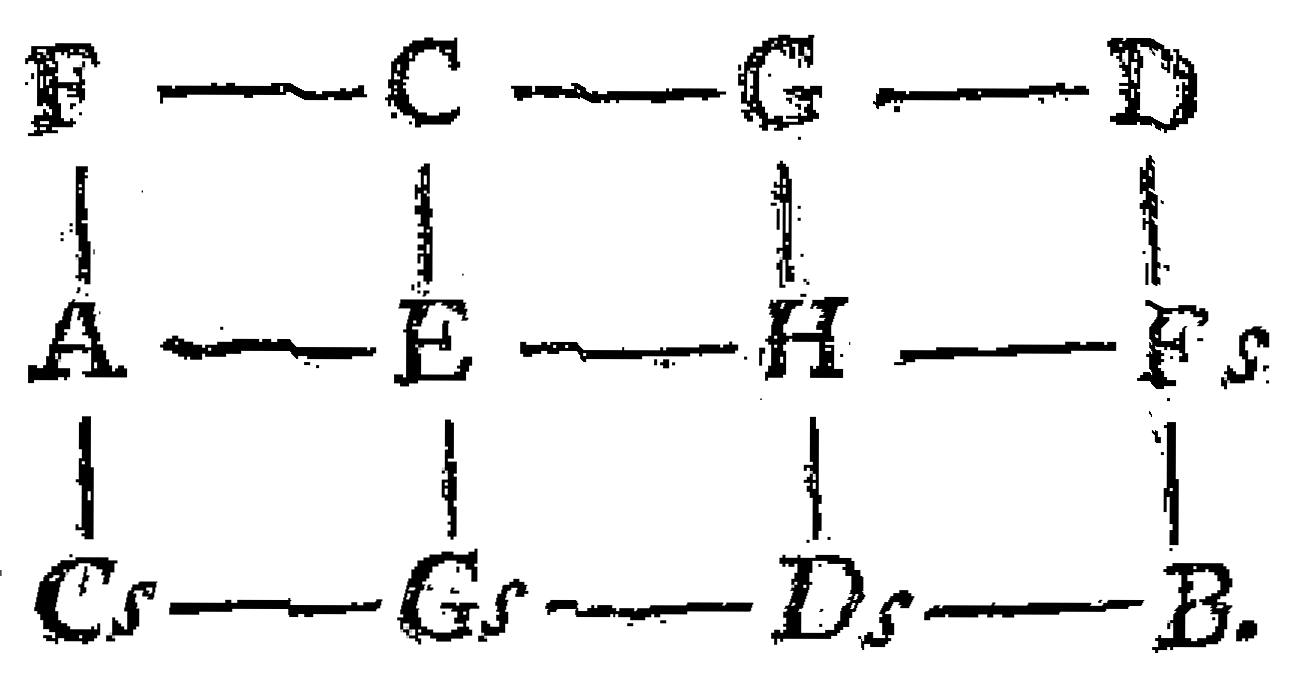
Le speculum musicae d'Euler, dans De harmoniae veris principiis, 1774.
Pour la version de 1739, voir Tonnetz

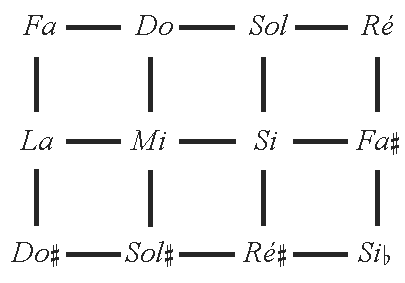
Transcription du speculum musicae d'Euler.

Ces procédés donnent naissance au XVIe siècle à deux types de descriptions des systèmes: d'une part les tempéraments mésotoniques, qui diminuent (qui « tempèrent ») les quintes de la chaîne pour produire des tierces plus justes, qui ne nous retiendront pas ici; d'autre part des descriptions plus théoriques combinant des tierces justes et des quintes justes. C'est ce deuxième type qui concerne les systèmes justes. Vers la deuxième moitié du XVIe siècle, Gioseffo Zarlino reprend la gamme diatonique de Ptolémée et en propose une construction par divisions successives: l'octave peut être divisée par la quarte et la quinte justes; la quinte peut être divisée par la tierce mineure et la tierce majeure justes; la tierce majeure se divise entre le ton mineur et le ton majeur. Le système juste a souvent été décrit ensuite comme « système de Zarlino ». De nombreux théoriciens des XVIIe siècle, XVIIIe et XIXe siècles en ont proposé diverses variantes.
L'expression « système juste » est utilisée pour la première fois dans le Mémoire présenté en 1707 par Joseph Sauveur à l'Académie des Sciences à Paris sous le titre Méthode générale pour former les systèmes tempérés de musique. Sauveur indique que le système juste ne peut être utilisé en pratique soit parce qu'il manque des notes, si elles sont fixes, soit parce que le diapason ne pourra pas être maintenu, si elles sont mobiles (p. 206-207). Il en conclut par la nécessité des systèmes tempérés.
Leonhard Euler a proposé en 1739 puis en 1774 une présentation graphique remarquable du système juste, le speculum musicae, qui a donné naissance à un réseau souvent utilisé en théorie musicale, le Tonnetz (« réseau tonal »). Comme le montre la transcription ci-contre, les notes sont alignées verticalement en tierces majeures, horizontalement en quintes (la note marquée B, Si, dans le coin inférieur droit, doit se lire en réalité La; ce sont les conventions de la notation alphabétique allemande qui ont incité Euler à l'écrire de la sorte). Euler a fait usage de cette figure notamment pour montrer que chacune des lignes horizontales est à un comma de distance de la précédente : si on ajoutait La à droite (et à la quinte) de Ré sur la première ligne, il serait un comma plus haut que La de la deuxième ligne, à la tierce majeure de Fa. Ce diagramme sera utilisé plusieurs fois ci-dessous (comme ci-dessus pour le système de Ramos) pour illustrer différentes dispositions de l'intonation juste, sinon que les tierces majeures ascendantes, représentées par Euler de haut en bas, seront inversées pour se lire de bas en haut.

## Construction des systèmes justes
| La | Mi | Si  |    |
| Fa | Do | Sol | Ré |

Les sept notes de l'échelle diatonique peuvent être obtenues par trois accords parfaits majeurs dont la tierce et la quinte sont justes, par exemple Fa–La–Do, Do–Mi–Sol et Sol–Si–Ré, qui sont disposés dans le diagramme ci-contre à la façon du speculum musicae d'Euler. C'est cette gamme, en particulier, qui a été nommée « gamme de Zarlino ». Elle comporte cinq quintes justes sur six (Ré–La n'est pas juste) et trois tierces majeures. Cette disposition a joué un rôle particulier dans la théorie de la tonalité, parce qu'il a semblé que la gamme majeure correspondant à une tonalité donnée (ici, do majeur) se construisait par ces trois accords, appelés souvent « accords principaux du mode ». Ces trois accords sont en effet respectivement la sous-dominante (Fa–La–Do), la tonique (Do–Mi–Sol) et la dominante (Sol–Si–Ré): le système diatonique juste est donc indirectement à l'origine de la théorie des fonctions tonales de Hugo Riemann. On constate aussi que l'accord du deuxième degré de la gamme, ici l'accord Ré–Fa–La, n'est pas juste puisque sa quinte n'est pas juste. Anton Bruckner enseignait à l'Université de Vienne que « l'accord du deuxième degré [...] est trop petit d'un neuvième de ton en accord juste et est souvent traité de la même manière en système tempéré, comme s'il n'était pas juste ».
| Do | Sol |     |    |
| La | Mi  | Si  | Fa |
| Fa | Do  | Sol | Ré |
|    |     | Mi  | Si |

À partir de sept notes formant une échelle diatonique, la gamme chromatique en intonation juste peut se construire de diverses manières en ajoutant des tierces majeures et/ou des quintes justes du côté des dièses ou des bémols. La version du Speculum musicae de Leonard Euler, illustrée ci-dessus, où le système est étendu par l'adjonction de Fa à la quinte de Si et à la tierce de Ré, puis de Do, Sol, Ré et La (écrit Si) à la tierce respectivement de La, Mi, Si et Fa, est l'une des plus compactes. Il est peut-être plus courant d'étendre le système vers deux bémols et trois dièses, comme illustré ci-contre. Le système en tierces et quintes justes peut être continué à l'infini, en y ajoutant un plus grand nombre de dièses et de bémols, puis des double dièses et des double bémols, etc. Mais il appartient à l'arithmétique du système juste que ni la chaîne des tierces, ni la chaîne des quintes ne bouclent jamais sur elles-mêmes.

## Utilisation du système juste
Le système juste est pour ainsi dire inutilisable en pratique parce qu'il provoque une dérive du diapason. Ce problème a été noté dès le XVIe siècle, en particulier dans une lettre de Giovanni Battista Benedetti à Cipriano de Rore, où il discute d'abord divers exemples notés, pour montrer que s'ils sont chantés en système juste, le diapason monte ou descend d'un ou de plusieurs commas. C'est là, écrit-il, la vraie raison pour laquelle il faut que les orgues et les clavecins soient tempérés. Joseph Sauveur écrit lui aussi qu'il n'est pas possible de jouer ou de chanter en système juste : « l'oreille du Musicien conservant l'idée du premier ut, il y retombe naturellement par un changement imperceptible de ces intervalles qu'on rend par-là un peu altérés, ce qui marque la nécessité d'un Systême tempéré ».
Cette dérive du diapason est connue en anglais sous le nom de comma pump. Mais ce terme paraît utilisé aujourd'hui surtout pour décrire des successions harmoniques brèves et répétées, qui provoqueraient une dérive si elles étaient jouées en intonation juste, mais qui sont jouées tempérées (sur un clavier par exemple). On en trouve de nombreux exemples sur le site Xenharmonic (en anglais). La dérive est d'un comma syntonique (22 cents) lorsqu'une tierce mineure est insérée dans une succession de quintes (par exemple do-fa-ré-sol-do), mais atteint par exemple 41 cents (un « petit dièse enharmonique », presque un quart de ton) dans un enchaînement de trois tierces majeures (par exemple do-la-fa-ré=do).
Le problème de la dérive du diapason est décrit comme un « mythe » sur le site personnel d'Olivier Bettens, qui soutient que lorsque deux accords successifs ont une note commune, rien n'impose de chanter cette note sans qu'elle fluctue; la faire monter ou descendre d'un comma au moment du changement d'accord serait le moyen d'éviter la dérive du diapason. Bettens critique les auteurs modernes qui ont mentionné le problème, notamment J. Murray Barbour et Margaret Bent, mais c'est ne pas tenir compte des opinions anciennes sur ce sujet, celles de Benedetti ou de Sauveur citées ci-dessus, ou d'autres encore. Jonathan Wild et Peter Schubert, qui considèrent que le glissement d'un comma sur une note tenue est difficile et « requiert de la part du chantre une sensibilité à la hauteur et un contrôle extrêmes », ont montré que la dérive du diapason dans un motet des Prophetiae Sybillarum de Roland de Lassus pouvait représenter une descente de plus d'un demi-ton; ils suggèrent que des adaptations du diapason pourraient être réalisées aux moments où les enchaînements d'accords ne comportent pas de note commune. À strictement parler, cependant, ces solutions consistent toutes à abandonner l'intonation juste pour certains intervalles.

## Intonation juste étendue
Jusqu'au XXe siècle, l'intonation juste visait en particulier les consonances justes, quinte et quarte, tierces et sixtes. Une extension du système juste faisant usage de l'harmonique 7 et des intervalles correspondant aux fractions 7/6 (petite tierce mineure, 267 cents) et 8/7 (grand ton, 231 cents) avait été suggérée par Leonard Euler, mais cette extension concernait déjà des intervalles dissonants; elle n'a pas rencontré de véritable écho.
Un autre principe d'extension de l'intonation juste est de rendre possibles des ajustements d'accord en temps réel, par exemple dans un système de « Tonalité dynamique », au risque de subir les dérives du diapason décrites ci-dessus.
À partir du XXe siècle, en particulier chez les compositeurs de musique micro-tonale, l'expression « intonation juste » a été utilisée dans un sens un peu différent, pour décrire tous les intervalles dont les fréquences constitutives sont entre elles dans des rapports de nombres entiers. Ceci correspond à une définition de la série harmonique plus mathématique que musicale: la « série harmonique » est comprise comme la série des nombres entiers, mais l'extension dans laquelle elle est considérée dépasse rapidement les limites de l'audition humaine. On trouvera sur le site Xenharmonic une Liste d'intervalles « justes », comprenant près de 200 intervalles différents inférieurs à l'octave, aux noms parfois quelque peu surprenants. Ces intervalles (et les systèmes correspondants) sont souvent décrits par le plus grand nombre premier intervenant dans les rapports numériques auxquels ils correspondent, considérés comme leur « limite ». L'intonation juste à quintes et tierces justes est « 5-limit », puisqu'elle se forme des rapports utilisant les nombres de 1 à 6, comme indiqué ci-dessus. Le système d'Euler est « 7-limit », puisqu'il intègre l'harmonique 7; mais on trouve dans certaines listes des intervalles utilisant jusqu'au nombre premier 233, correspondant donc à une « 233-limit ».
Certains de ces intervalles sont décrits comme correspondant aux « micro-intervalles » de musiques non européennes, en particulier des musiques indienne et arabe. Il est vrai que les théoriciens de ces musiques ont parfois décrit en termes de rapports de nombres entiers les intervalles fluctuants qui les caractérisent, mais ce sont là généralement des spéculations sans rapport véritable à la musique réelle.